# Regla de sant Benet

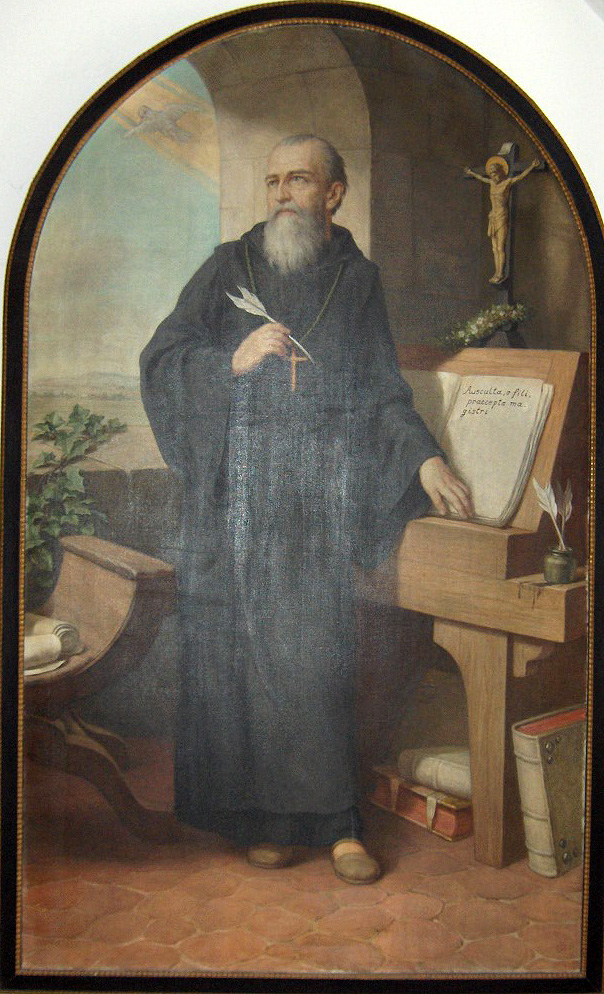
Sant Benet escrivint les regles; pintat (1926) per Hermann Nigg 1849-1928)

La regla de sant Benet és un codi de vida monàstica, obra de Benet de Núrsia, escrita en llatí els anys 534-550, d'una importància cabdal, que es converteix en la base del monaquisme a Occident. L'esperit de la regla es resumeix en pax (pau) i ora et labora (resa i treballa).
Més enllà de la seva gran influència religiosa, és un dels treballs més importants escrits durant la formació de la societat medieval, encarnant la idea d'una constitució escrita, i d'una autoritat limitada per la llei. S'adreça a monjos principiants, i més particularment als novicis que es preparen durant un any per a la seva futura vida de monjo.
Benet redacta una regla senzilla que estableix una vida comunitària sòlidament estructurada, sota l'autoritat d'un pare espiritual, l'abat. Organitza la vida dels frares a través de tres activitats: el treball manual, la lectura divina i l'ofici diví.
Privilegia la pregària personal per tal de tenir una comunicació més íntima amb Déu que porti a la perfecció interior. Limita igualment les exigències ascètiques, que es tradueixen per una intensitat més forta en el moment de la quaresma en la imitació de Jesucrist. Predica igualment les virtuts monàstiques, com la humilitat, el renunciament a ell mateix, la caritat.

## Antecedents
Les seves fonts principals són les regles i els escrits asceticomonàstics anteriors de sant Agustí, sant Jeroni, sant Basili (dins l'ortodòxia oriental), Joan Cassià i Cesari d'Arle, i especialment l'anònima regla del Mestre, base gairebé literal de la primera part.
La seva comunitat va fundar l'abadia de Montecassino, entre Roma i Nàpols. La regla de sant Benet va ser conservada gràcies als monjos d'aquest monestir que, en el moment d'un atac dels llombards, van aconseguir salvar el text. Gregori I la va poder així reprendre en la seva Vida de sant Benet.

## La regla

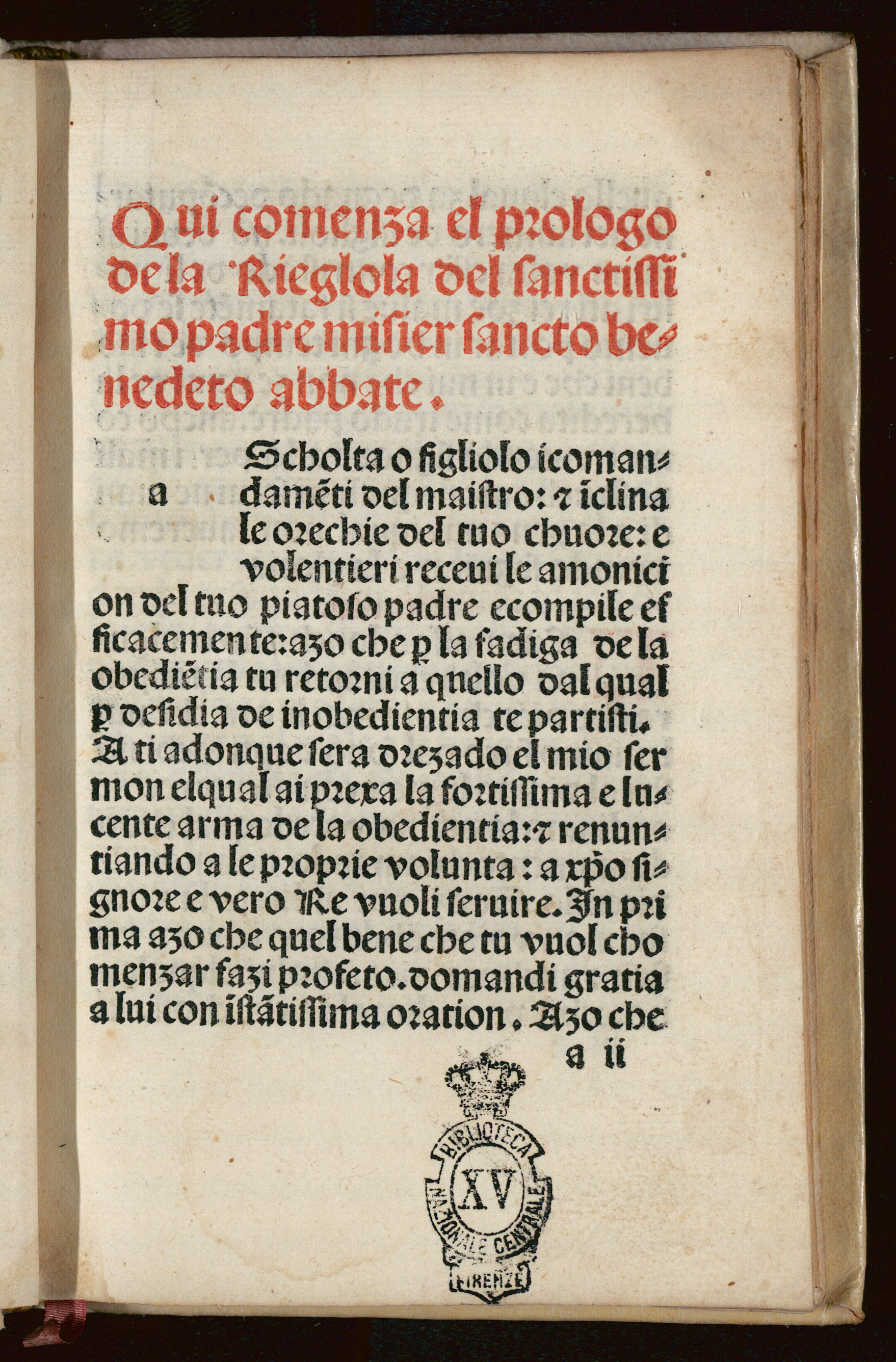
Regula, 1495

La vida del religiós o religiosa és dividida en períodes regulars de son, de pregària, de lectura de la Santa Escriptura, de descans i de treball físic. En períodes posteriors el treball intel·lectual i l'ensenyament van reemplaçar els treballs agrícoles, els artesanats, i les altres formes de treball manual com la majoria del poble cristià.
El model de la vida monàstica de sant Benet era la família, amb l'abat semblant al pare (abbas) i tots els religiosos com germans (nonnis). De la mateixa manera, el monaquisme femení tenia una abadessa com a mare.
La jornada del monjo es basava en 8 hores litúrgiques, 8 vegades per dia l'oració litúrgica havia de ser acomplerta. Els horaris són definits en funció de la longitud estacional del dia.
El dia comença a mitjanit, amb el servei de les matines, seguit de l'ofici de prima, seguit a l'aurora pel cant de les laudes. Abans de l'arribada de les espelmes de cera al segle xiv, era fet en la foscor o amb un mínim d'enllumenat. Aquests oficis podien ser molt llargs, de vegades fins a trenc d'alba però consistien generalment a cantar tres salms, tres respons, una lliçó (lectura de la Bíblia), i un himne, afegint cada dia la celebració d'un sant local.
Els monjos es retiraven llavors per a dormir i es despertaven a les 6h del matí, es rentaven i escoltaven missa. A continuació es reunien per tal de rebre les consignes i ordres per a la jornada i discutir els assumptes propis. També hi havia temps per les activitats personals com la lectura o el treball, fins a les 9h del matí. Es feia «l'ofici de tercera» per continuar després amb altres treballs. Al migdia deien l'ofici de sexta i després dinaven. Després d'un breu període per a la migdiada, el monjo es podia retirar fins a l'ofici de nona, cap a les 3 de la tarda. Després venien els treballs al jardí i d'altres serveis fins a dues hores abans del crepuscle. Cap a les 6, les vespres, després les completes cap a les 7 i en acabar-se anaven a dormir per aixecar-se aviat per a les matines.

## Difusió i versions
Els nombrosíssims manuscrits conservats transmeten bàsicament dues versions antigues, potser primitives: la del text dit pur, caracteritzada pel primer mot, Obsculta, i la del text dit interpolat, que comença amb Ausculta (escolta). Els arquetips d'ambdues recensions sembla que es difongueren des de Roma ja a partir de la fi del segle vi. Una bona còpia del text pur fou enviada per Pau Diaca a Carlemany després del 787 (el millor manuscrit és el de Sankt Gallen, del 914). Del text interpolat, es conserva el manuscrit d'Oxford, dels segles vii a viii.

## La regla a Catalunya
Una variant (caracteritzat per Absculta) és coneguda per manuscrits d'origen català i de la Narbonesa, probablement conegut ja al començament del segle vii. L'única edició incunable catalana (Montserrat, 1499) pertany al text Obsculta amb interpolacions, que potser prové d'un còdex de l'abadia de Montecassino arran de la visita de monjos d'aquest monestir a Montserrat a mitjan segle xv.
La regla de sant Benet fou observada als comtats catalans ja des del segle ix, duta pels carolingis, mentre que a la resta de la península Ibèrica no ho fou fins al segle xi, per influència dels cluniacencs, que així s'allunyaven de les antigues regles visigòtiques de sant Isidor i sant Fructuós. La regla de sant Benet fou traduïda diverses vegades al català a partir del segle xiv. Hi ha dues versions modernes (Montserrat, 1918 i 1966).